# Valerij Brošin
Valerij Viktorovič Brošin (in russo Валерий Викторович Брошин?; Leningrado, 19 ottobre 1962 – Mosca, 5 marzo 2009) è stato un allenatore di calcio e calciatore turkmeno con passaporto russo, di ruolo centrocampista.

## Biografia
È morto a 46 anni a causa di un cancro.

## Carriera

### Giocatore

#### Club
Gioca dal 1980 al 1985 allo Zenit Leningrado. Nel 1986 si trasferisce allo CSKA Mosca. Vi milita fino al 1991. Nel 1992 gioca al KuPS. Nel 1993, dopo una breve parentesi al CSKA Mosca, si trasferisce all'Hapoel Kfar Saba. Nel 1994 gioca prima per il Maccabi Petah Tikva, poi per il Badajoz ed infine per il CSKA Mosca. Nel 1995 si trasferisce allo Zenit San Pietroburgo. Nel 1997 passa al Kopetdag Aşgabat. Nel 1999 gioca al Rostov. Nel 2000 viene acquistato dal Nika Mosca. Nel 2001 passa all'Homel'.

#### Nazionale
Debutta con la Nazionale sovietica il 18 aprile 1987, in URSS-Svezia. Gioca, con la Nazionale sovietica, un totale di tre partite. Dopo aver ottenuto il passaporto turkmeno, il 25 aprile 1997 debutta con la Nazionale turkmena, in Turkmenistan-Azerbaigian. Mette a segno la sua prima rete con la maglia della Nazionale turkmena il 6 agosto 1997, in Turkmenistan-Vietnam. Ha collezionato in totale, con la Nazionale turkmena, 7 presenze e un gol.

### Allenatore
Dopo il ritiro da calciatore, allena l'Homel' dal 2001 al 2002. Allena, dal 2005 al 2006, il Nika Mosca.

## Palmarès

### Giocatore

#### Competizioni nazionali
- Campionato sovietico: 1

CSKA Mosca: 1991
- Coppa dell'Unione Sovietica: 1

CKSA Mosca: 1990-1991
- Pervaja Liga: 1

CSKA Mosca: 1989